# Icário (conde do Oriente)
Icário (em latim: Icarius) foi um oficial romano do século IV, ativo durante o reinado dos imperadores Valentiniano II (r. 375–392) e Teodósio I (r. 378–395).

## Vida
Icário era nativo da Gália, filho de Teodoro. Icário aparece em 384, quando sucedeu Próculo como conde do Oriente, tendo ganho ofício por seu talento poético. Libânio louva-o por sua firmeza com os claques teatrais e sua integridade, mas foi igualmente acusado de brutalidade, especialmente por açoitar decuriões. Numa crise de fome recusou alívio aos camponeses e cidadãos de outras cidades que foram para Antioquia e devido às suas ameaças aos padeiros locais foi obrigado a fugir da capital. Libânio escreveu quatro orações sobre ele; numa delas relata que o padeiro Antíoco foi flagelado por Cândido, um oficial nomeado por Icário para controlar o suprimento de cereais.